# Vattenrall
Vattenrall (Rallus aquaticus) är en fågel som tillhör familjen rallar. Den förekommer i våtmarker över stora delar av Europa, men även i Asien västerut till Balkhashsjön och Kashmir samt i västra och nordvästra Afrika. Fågeln håller sig ofta dold i täta vassruggar. Arten minskar i antal globalt, men IUCN kategoriserar den som livskraftig. Östliga arten sibirisk rall behandlades tidigare som underart till vattenrallen, men urskiljs numera som egen art.

## Utseende och läte
Vattenrallen är 23–26 centimeter lång och därmed något mindre än rörhönan. Näbben utgör 3-4,5 cm av kroppslängden. Den väger ungefär 100–190 gram och har ett vingspann på 40–45 centimeter. Vattenrallen har kort stjärt och lätt nedåtböjd, rödaktig näbb. Ansikte, hals och bröst är gråblå. Ögonen är rödaktiga. Ryggen är mörkbrun med svarta streck. Sidorna är svartvitmönstrade. Hane och hona har samma teckning. Ungarna är till största delen svarta och har ljus näbb.

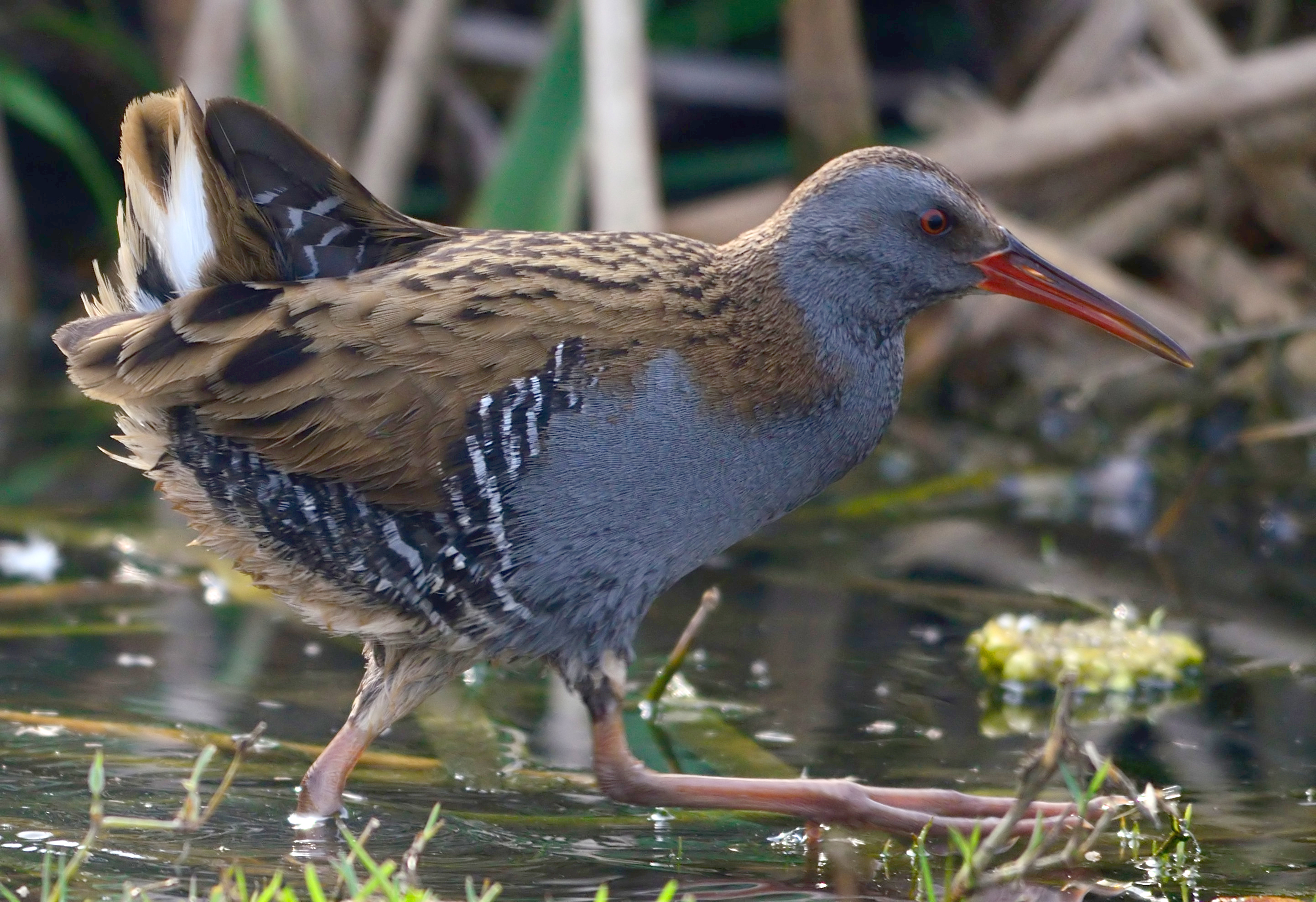

Det mest hörda lätet låter ungefär "grryitt ggråit gruigru" och brukar jämföras vid det snabbt bortklingande ljudet av grymtandet från en missnöjd gris. Andra läten är stönande "ååuuuh" och korta "kipp". Hanens spelläte är ett envetet hamrande "kypp kypp kypp...". Från honan hörs ibland ett ljusare "pypp pypp py-errrrr".
Sibirisk rall (Rallus indicus), tidigare behandlad som underart till vattenrallen, har ett brett brunt ögonstreck, mer vitt på strupen och vitare ögonbrynsstreck framför ögat och tydligt mörkare brun hjässa. Undersidan är vidare blekare grå med brun anstrykning, framför allt på bröstet, och på undre stjärttäckarna syns tydliga svarta band. Lätena skiljer sig tydligt . Spellätet som hörs året runt är ett vasst och pipande "kyu", längre och klarare än vattenrallens motsvarande läte. Sången består av en serie metalliska "shrink, shrink" som avges ungefär två gånger per sekund och upprepas efter en kort paus.

## Utbredning och systematik
Vattenrallen lever i Nordafrika, i nästan hela Europa (förutom norra Skandinavien) och i Asien österut till västra Kina. I Sverige finns den i vassjöar och havsvikar i Götaland, Svealand och längs Norrlandskusten upp till Västerbotten, tillfälligt möjligen även i Norrbotten.
De flesta vattenrallar flyttar söderut och befinner sig i vinterkvarter i september till november. I Europa förekommer det att vissa övervintrar så långt norr ut som i södra Sverige, Norge och Finland. Populationen i Afrika är mestadels stannfåglar.

### Underarter
Vattenrallen delas upp i tre till fyra underarter med följande utbredning, varav en är utdöd:
- europeisk vattenrall[5] Rallus aquaticus aquaticus – häckar i Europa och i västra och nordvästra Afrika
- Rallus aquaticus hibernans  (Salomonsen, 1931) – endemisk för Island, utdöd
- Rallus aquaticus korejewi (Zarudny, 1905) – häckar från Aralsjön och Balkhashsjön i Centralasien, söderut till Iran och Kashmir, och österut till västra Kina; övervintrar så långt söderut som till Indien och södra Kina

Den isländska häckningspopulationen dog ut på 1960-talet. Nedgången påbörjades på 1940-talet och den sista säkra häckningsobservationen skedde 1963. Idag observeras ett antal vattenrallar årligen på Island, främst under höst och vinter, vilket förmodligen utgörs av Skandinaviska flyttfåglar.
Tidigare betraktades sibirisk rall (Rallus indicus) som underart till vattenrall, men de skiljer sig åt i utseende och tydligt i läten. Vid försök där vattenrallen utsätts för den sibiriska rallens läten svarar heller inte den förra. Vidare är de genetiska skillnaderna stora och de båda arterna tros ha skilts åt för över en halv miljon år sedan.

## Levnadssätt
Vattenrallen hittas i tät vass i grunda sjöar, men också havsvikar. Där lever den undanskymt och märks mest på grund av lätet, men kan ibland ses springa förbi i en vassglänta. Den livnär sig av små fiskar, kräftdjur, blötdjur, insekter och deras larver.

### Häckning
Häckningstiden sträcker sig från april till augusti. Paren lever monogamt. Båda könen bygger ett flytande skålformat bo av gräs, strån och andra växtdelar och gömmer det väl i tät våtmarksvegetation. Honan lägger sex till elva ägg som är ungefär 35 millimeter och som ruvas av båda föräldrar i tre veckor tills de kläcks. Ungfåglarna är borymmare och blir flygfärdiga efter 20–30 dygn. Vattenrallen lägger oftast två kullar per häckningssäsong. 

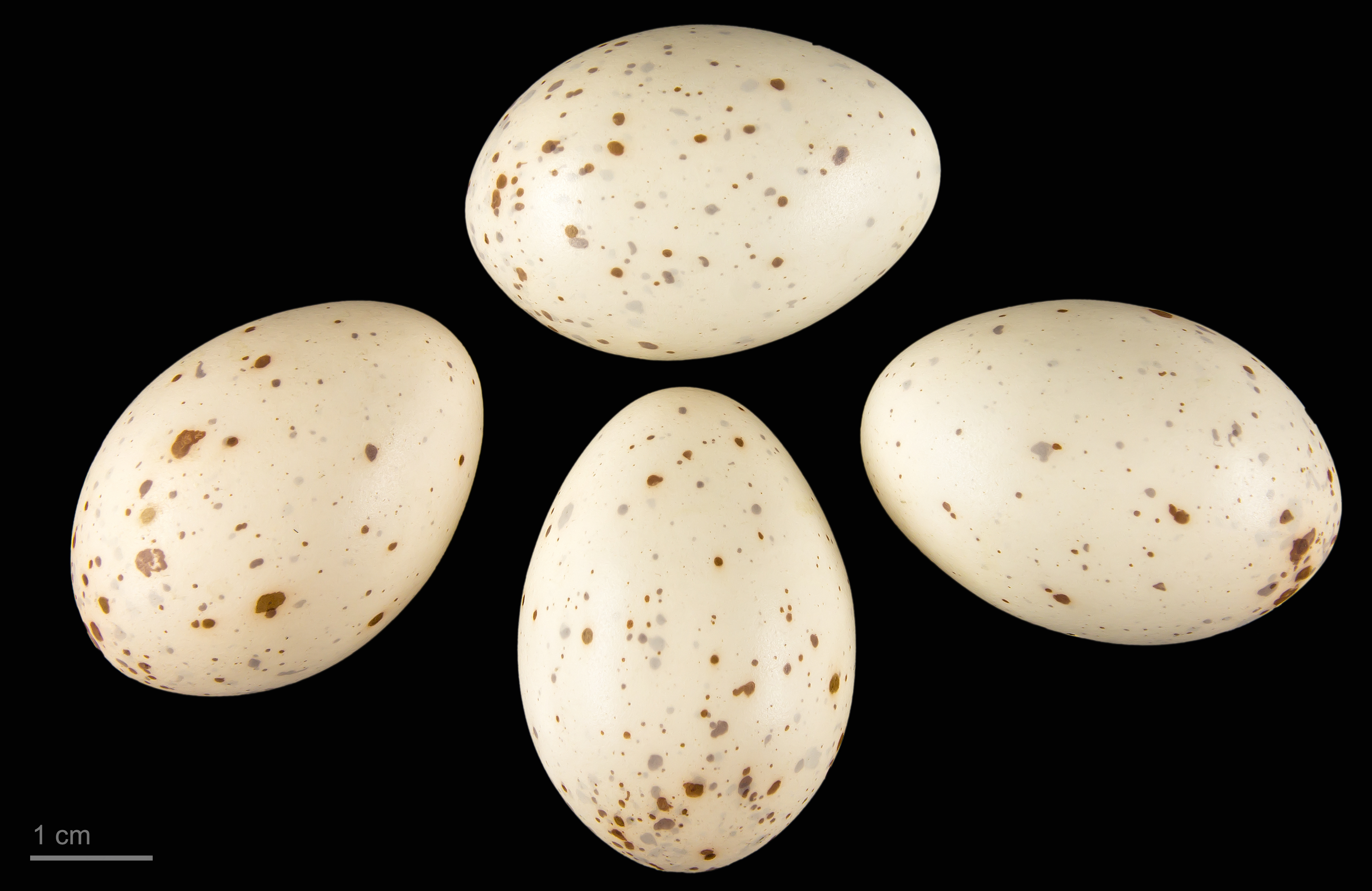
Vattenrallens ägg.

## Status och hot
Arten har ett stort utbredningsområde och en stor population, men tros minska i antal, dock inte tillräckligt kraftigt för att den ska betraktas som hotad. Internationella naturvårdsunionen IUCN kategoriserar därför arten som livskraftig (LC). Världspopulationen uppskattas till mellan 600 000 och 1,5 miljoner vuxna individer. I Europa tros det häcka 157 000–346 000 par.
Även i Sverige anses beståndet livskraftigt och det finns inga tecken på betydande populationsförändring. Beståndet uppskattas bestå av mellan 5 000 och 11 000 häckande individer.
Arten är sårbar för extrema väderförhållanden som is eller kraftiga översvämningar. I vissa områden påverkas den av habitatförstörelse genom utdikning av våtmarker.

## Namn
Vattenrallen beskrevs för första gången 1758 av Carl von Linné. Dess vetenskapliga artnamn aquaticus betyder just "tillhörande vatten".